# گمینا مینسک مازوویتسکی
گمینا مینسک مازوویتسکی (به لهستانی:  Gmina Mińsk Mazowiecki) یک گمینا در لهستان است که در شهرستان مینسک واقع شده‌است. گمینا مینسک مازوویتسکی ۱۱۲٫۲۸ کیلومتر مربع مساحت و ۱۴٬۶۲۸ نفر جمعیت دارد.